# Checkpoint Charlie (Band)
Checkpoint Charlie war eine der ersten deutschsprachigen Rockbands und hauptsächlich aktiv in den späten 1960er, 1970er und frühen 1980er Jahren, die vor allem sozialkritische und satirische Texte in der Rockmusik verwendete. Durch zahlreiche Auftritte gehörte Checkpoint Charlie Ende der 1960er Jahre zum festen Bestandteil der studentischen Oppositionsbewegung.

## Geschichte

### Anfangsjahre 1966–1973
Checkpoint Charlie entstand 1966 in Karlsruhe aus einer Begegnung von Harald Linder und Uwe von Trotha. Schnell kam die Idee lyrisches u. a. von Bertolt Brecht und François Villon mit Beatmusik zu verbinden. Neue Bandmitglieder waren Joachim „Krebssalat“ Krebs und Werner Heß. 1969 traten sie auf dem letzten Burg Waldeck Festival auf. Ihre erste LP erschien 1970 in Eigenproduktion und enthielt einen Mitschnitt eines Konzertes an der Uni Erlangen. In ihrer damaligen Rock-Operette "Scheiße" befassten sie sich mit Problemen des Umweltschutzes. Es folgte der erste Prozess gegen die Band aufgrund einer Schwarz-Rot-Goldenen Kloschüssel. Als Beispiel für die deutsche Rockszene und den Begriff "Rock und der Anspruch kultischer Aufklärung" fand Checkpoint Charlie 1971 Eingang in die 13-teilige NDR-Sendereihe Sympathy for the Devil, wurde allerdings größtenteils nachträglich herausgeschnitten. Nach einer kurzzeitigen Auflösung der Gruppe probte Checkpoint Charlie 1972 auf der Burg Waldeck für ihr Programm "Notwehr". Die Tournee sollte vom Verband der Kriegsdienstverweigerer finanziert werden, dieser sprang jedoch kurz vor Beginn ab, was große finanzielle Probleme zur Folge hatte. Trotzdem spielte Checkpoint Charlie in kleinerer Besetzung in über 100 Städten der BRD, löste sich aber 1973 auf.

### Neuformierung 1977–1982
1977 gründeten Uwe von Trotha und Joachim Krebs die Gruppe neu und beteiligten sich an dem Umsonst und Draußen Festival 1977 in Vlotho und den Folgeveranstaltungen in Porta Westfalica 1978 und 1979. Die zweite LP entstand acht Jahre nach der ersten unter dem Namen Frühling der Krüppel auf dem unabhängigen Label Schneeball, bei dem auch befreundete Gruppen wie Embryo, Ton Steine Scherben und Missus Beastly mitwirkten. Die Band gründete die „Familie Hesselbach Kommune“ im nordpfälzischen Bisterschied. Die 1979 erschienene LP, aufgrund des transparenten Vinyls und Covers meist „Die Durchsichtige“ genannt, enthielt neben zwei Studioaufnahmen drei Liveaufnahmen. 1980 kamen sie aufgrund eines „Franz Josef“ genannten Pappschweines in erneute rechtliche Schwierigkeiten. Die Staatsanwaltschaft nahm ein Konzert vom 28. Juli 1979 beim „Burghaldefest“ in Kempten zum Anlass, die Gruppe wegen Beleidigung des bayrischen Ministerpräsidenten Franz Josef Strauß zu verklagen. Die 1981 erschienene LP Krawall im Schweinestall griff diesen Vorfall sowohl in den Liedern als auch im 8-Seitigen Booklet auf. 1982 erschien die LP Feuer und Flamme, danach zog sich die Band zurück.

### Spätere Projekte
In den 1990er Jahren ging Uwe von Trotha mit Musiker Therofal erneut auf Tournee und veröffentlichte mit weiteren Freunden das Album Echtes Liveblocking Gurglersinfonie.
2002 kam es zur erneuten Wiederbelebung der Band mit einem Konzert beim Burg-Herzberg-Festival und einer kleinen Tournee.
Am 12. Juli 2024 veröffentlichte Sänger Uwe von Trotha seine Autobiografie "Aus dem Leben eines Bastards" im Ventil Verlag in Mainz.

## Diskografie

### Alben
Die erste LP erschien auf dem kleinen Erlanger Label CPM, vertrieben wurde sie hauptsächlich durch Konzerte von Checkpoint Charlie und befreundeten Bands. Alle weiteren LPs erschienen bei Schneeball. Einige Alben wurden als CD wiederveröffentlicht, bis auf das erste und das letzte sind sie auf diversen Musikstreaming-Plattformen vorhanden.
- 1970: Grüß Gott mit hellem Klang
- 1978: Frühling der Krüppel
- 1979: Checkpoint Charlie / Die Durchsichtige
- 1981: Krawall im Schweinestall
- 1982: Feuer & Flamme
- 1990: Echtes Liveblocking Gurglersinfonie

### Beiträge auf Samplern
- 1977: April ist Schneeball: "Smogalarm"
- 1977: Umsonst & Draussen - Vlotho 77: "Ausschnitt aus der Geschichte von Herrn Müller" (Live)
- 1978: Umsonst & Draussen - Porta Westvlothica 78: "Smogalarm" (Live)
- 1983: Schneesturm: "Als mein Sohn geboren wurde"
- 1995: Wo ist Zuhause Mama?: "Er fährt nicht mehr nach Thailand, weil er sein Girl in Sachsen fand"
- 1997: Ein Komet ist ein schmutziger Schneeball: "Er fährt nicht mehr nach Thailand, weil er sein Girl in Sachsen fand"